# Selgoves
Els selgoves (en llatí Selgovae, en grec antic Σελγοοῦαι) eren un poble celta del sud-oest de Caledònia a Britànnia, a la part oriental del Galloway. Eren propers als votadins. El nom de Solway podria derivar d'aquest poble. En parla Claudi Ptolemeu.